# Missionarie dei Sacri Cuori di Gesù e di Maria
Le Missionarie dei Sacri Cuori di Gesù e di Maria (in spagnolo Misioneras de los Sagrados Corazones de Jesús y de María) sono un istituto religioso femminile di diritto pontificio: le suore di questa congregazione pospongono al loro nome la sigla M.SS.CC.

## Storia
La congregazione fu fondata il 17 aprile 1891 a Campos da Sebastiana Lladó Sala con l'approvazione di Jacinto María Cervera, vescovo di Maiorca.

## Attività e diffusione
Dedite inizialmente alla preparazione dei bambini alla prima comunione e all'organizzazione di ritiri spirituali per donne, le religiose hanno poi esteso la loro attività alla cura dei malati e, soprattutto, all'istruzione della gioventù.
Oltre che in Spagna, le suore sono presenti in Guatemala, Messico, Porto Rico, Repubblica Dominicana e Ruanda; la sede generalizia è a Valldoreix, presso Sant Cugat del Vallès.
Nel 2010 la congregazione contava 157 religiose in 35 case.